# Frie fællesskabs radionet
Udviklingen af frie fællesskabs radionet eller frie radionet er hovedsageligt hobby-drevne radionet og dannes ved at boliger eller boligforeningers lokalnet forbindes sammen ved hjælp af teknologier anvendt til trådløst LAN som f.eks. selvkonfigurerende radionet og Wi-Fi. Dette er muliggjort bl.a. pga. de billigere standardiserede (802.11a, 802.11g, 802.11b, 802.11n,...) trådløse basisstationer, der sættes op til at dække et eller flere områder (hotspots). Basisstationerne bringes til at kommunikere f.eks. via OLSR (fri åben kode) eller Mobilemesh protokollerne. De største hobby-baserede bynet (MAN faktisk WMAN) har mange noder tilkoblet. Mange af disse net har som regel internetforbindelse og faktisk flere, hvor nettet automatisk sender datanet-værters trafik til den "nærmeste" frie internetforbindelse (ADSL eller kabelmodemmer), som selvvalgt bliver delt med andre de steder, hvor netforbindelse ellers ikke ville være mulig eller dyrt.
Sådanne projekter startede med at blive udviklet i 1998 ved fremkomsten af 802.11 netudstyr og bliver gradvist spredt udover storbyer, byer og landsbyer over hele verdenen. I sommeren-2002 var der kun små grupper af mennesker, som eksperimenterede med disse frie radionet. Ved sommeren-2005 var frie radionet blevet væsentligt mere populære og findes i mange byer.
Disse projekter er i mange henseender en evolution af amatørradio og mere specifikt packet radio, såvel som væksten af fri software fællesskaber og som deler deres eksperimenterende kultur. Finten er at anvende standard netudstyr til kort rækkevidde og sætte radioantenner med høj forstærkning på, med formålet at lave flere kilometers radionetforbindelser. Kommercielt udstyr til dette brug var før 2005 ret dyrt, hvilket har afstedkommet mange menneskers eksperimenteren, som har resulteret i billige hjemmebyggede radioantenner som f.eks. cantenna (konservesdåseantennen – og pringle-antennen) som var betydeligt billigere end kommercielle antenner. Anvendelsen af almindelig aflagte eller billige satellitparaboler med et billigt hjemmebygget 802.11 parabolfødehoved til langdistance netforbindelser (op til 27 dB forstærkning!).
De fleste frie radionet bliver samordnede via by online-brugergrupper som frit deler deres viden, information og hjælper andre med at kunne anvende det frie radionet.